# Гранули на Фордайс
Гранули на Фордайс (или още „петна на Фордайс“) са кожни образувания при човека, мастни жлези, които могат да се образуват на лигавицата на устната кухина, бузите, около устните, на половите органи и на други места по тялото. Медицинските лица ги обявяват за естествен феномен и не бива да бъдат повод за притеснение, макар че в някои случаи могат да бъдат считани за козметичен дефект поради психосоциални фактори.
В някои случаи при пениса петънцата могат да прокървят по време на сексуален контакт или след контакта. Не се предават по полов път. Срещат се по-често при мъжете.
Не бива да се бъркат с ангиокератоми.